# Mariangela Bastico
Mariangela Bastico (Modena, 16 settembre 1951) è una politica e insegnante italiana.

## Biografia
Laureata in scienze politiche a Bologna nel 1974, dal 1975 al 1985 ha insegnato discipline giuridiche ed economiche nelle scuole superiori. Eletta consigliere comunale a Modena con il PCI, è stata assessore di tale comune prima alla sanità (dal 1985 al 1992) e successivamente all'urbanistica (dal 1992 al 1994).
Nel 1994 succedette allo scomparso Pier Camillo Beccaria alla carica di sindaco di Modena con il Partito Democratico della Sinistra, mantenendo tale incarico nel biennio 1994-1995. Terminato il mandato di sindaco, è stata eletta consigliere regionale in Emilia-Romagna, ricoprendo, per la legislatura 1995-2000, il ruolo di Presidente della Commissione Sicurezza Sociale. Nel 1999 è candidata con i DS alle elezioni europee nella circoscrizione dell'Italia nord-orientale, senza essere eletta. Assessore regionale all'istruzione, formazione professionale, università, lavoro e pari opportunità dal 2000 al 2006, dal 18 maggio del 2006 ha fatto parte del secondo governo Prodi in qualità di viceministro della Pubblica Istruzione.
Nel giugno 2007 è stata lei, e non il ministro, a scegliere le tracce dell'esame di maturità, dal momento che il figlio del ministro Fioroni era tra gli studenti che dovevano sostenere l'esame.
Nel 2007 è nominata Responsabile nazionale Enti Locali nella Segreteria nazionale del Segretario Walter Veltroni, è nominato Ministro per gli Affari Regionali nel Governo ombra del Partito Democratico, ruolo che ricopre dal 9 maggio 2008 al 21 febbraio 2009.
Viene eletta al Senato nel collegio dell'Emilia-Romagna nel 2008, rimanendo in carica fino al 2013.